# 1839 în literatură
Anul 1839 în literatură a implicat o serie de evenimente și cărți noi semnificative.  